# Friedrich Rahardt
Friedrich Rahardt (* 25. März 1920 in Marburg (Lahn); † 3. Oktober 1996) war ein deutscher Rechtsanwalt und Abgeordneter der Hamburgischen Bürgerschaft für die CDU.

## Leben
Nach dem Schulbesuch in Osnabrück und Bad Arolsen/Waldeck machte Friedrich Rahardt 1938 Abitur und studierte Rechts- und Staatswissenschaften und Philosophie. 1941 legte er sein erstes juristisches Staatsexamen ab und absolvierte anschließend seinen Wehrdienst. Danach arbeitete er als Referendar in Göttingen und Celle und legte schließlich 1950 die Assessor-Prüfung in Hamburg ab. Von 1951 an war er als Rechtsanwalt in Hamburg tätig.
Von 1966 bis 1991 zog er für die CDU als Abgeordneter in die Hamburgische Bürgerschaft ein. Schwerpunkt seiner Arbeit dort lag beim Ausschuss für Inneres und den öffentlichen Dienst und im Ausschuss für die Situation und die Rechte der Ausländer.
Die im Jahr 2008 verstorbene CDU-Politikerin Susanne Rahardt-Vahldieck war seine Tochter, der CDU-Politiker Heino Vahldieck sein Schwiegersohn.